# Guaricanga
São Luiz do Guaricanga é um distrito do município brasileiro de Presidente Alves, no interior do estado de São Paulo.

## História

### Formação administrativa
- Distrito de Guaricanga criado pela Lei nº 2.175 de 28/12/1926, com sede na povoação de São Luiz do Guaricanga, no município de Avaí[3][4].
- Distrito policial de Guaricanga criado em 18/02/1930 no município de Avaí[5].
- Pelo Decreto-Lei n° 14.334 de 30/11/1944 foi transferido para o município de Presidente Alves[6].

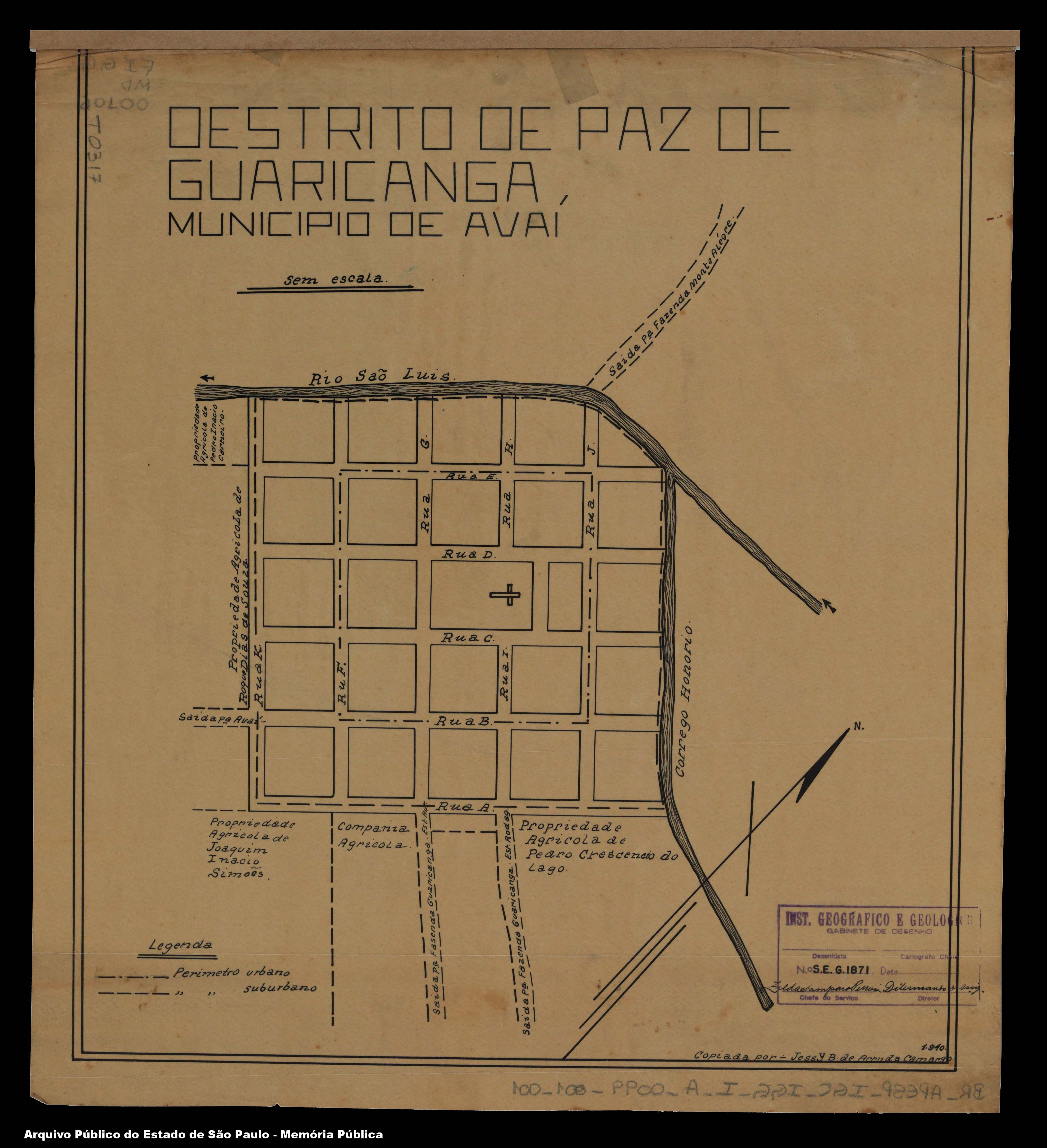
Planta da área urbana original.

## Geografia

### Demografia

#### População urbana
| Crescimento população urbana | Crescimento população urbana | Crescimento população urbana | Crescimento população urbana |
| Censo                        | Pop.                         |                              | %±                           |
| ---------------------------- | ---------------------------- | ---------------------------- | ---------------------------- |
| 1934                         | 358                          |                              |                              |
| 1940                         | 331                          |                              | −7,5%                        |
| 1950                         | 197                          |                              | −40,5%                       |
| 1960                         | 201                          |                              | 2,0%                         |
| 1970                         | 215                          |                              | 7,0%                         |
| 1980                         | 232                          |                              | 7,9%                         |
| 1991                         | 717                          |                              | 209,1%                       |
| 2000                         | 549                          |                              | −23,4%                       |
| 2010                         | 758                          |                              | 38,1%                        |
| Fonte: IBGE e Fundação SEADE |                              |                              |                              |

#### População total
Pelo Censo 2010 (IBGE) a população total do distrito era de 1 076 habitantes.

### Área territorial
A área territorial do distrito é de 56,119 km².

### Rodovias
O principal acesso a Guaricanga é a estrada vicinal que liga o distrito à Rodovia Marechal Rondon (SP-300).

## Serviços públicos

### Registro civil
Atualmente é feito na sede do município, pois o Cartório de Registro Civil das Pessoas Naturais do distrito foi extinto pelo  Tribunal de Justiça do Estado de São Paulo, e seu acervo foi recolhido ao cartório de Pirajuí. Os primeiros registros dos eventos vitais realizados neste cartório são:
- Nascimento: 25/06/1927
- Casamento: 02/07/1927
- Óbito: 04/07/1927

### Saneamento
O serviço de abastecimento de água é feito pela Companhia de Saneamento Básico do Estado de São Paulo (SABESP).

### Energia
A responsável pelo abastecimento de energia elétrica é a CPFL Paulista, distribuidora do Grupo CPFL Energia.

### Telecomunicações
O distrito era atendido pela Telecomunicações de São Paulo (TELESP), que inaugurou a central telefônica utilizada até os dias atuais. Em 1998 esta empresa foi vendida para a Telefônica, que em 2012 adotou a marca Vivo para suas operações.

## Atividades econômicas

### Usina de açúcar e álcool

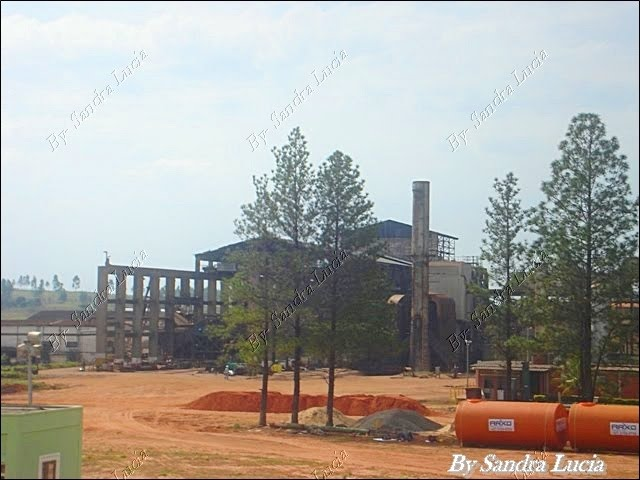
Usina Guaricanga.

No distrito está instalada uma usina de açúcar e álcool, a Usina Guaricanga do Grupo Negrelli, que tem capacidade instalada para moer até 1,5 milhão de toneladas de cana-de-açúcar.
A Destilaria Guaricanga foi uma das primeiras a serem implantadas para atender ao Programa Nacional do Álcool (Proálcool).
A unidade foi fundada 1977 pelo consórcio Zanini-Conger, e a primeira produção de álcool em 1979 foi de 120 mil litros por dia, sendo que já começou produzindo anidro e hidratado.
O proprietário que deu início às atividades na usina foi o ex-deputado João Hermann Neto. 

## Religião

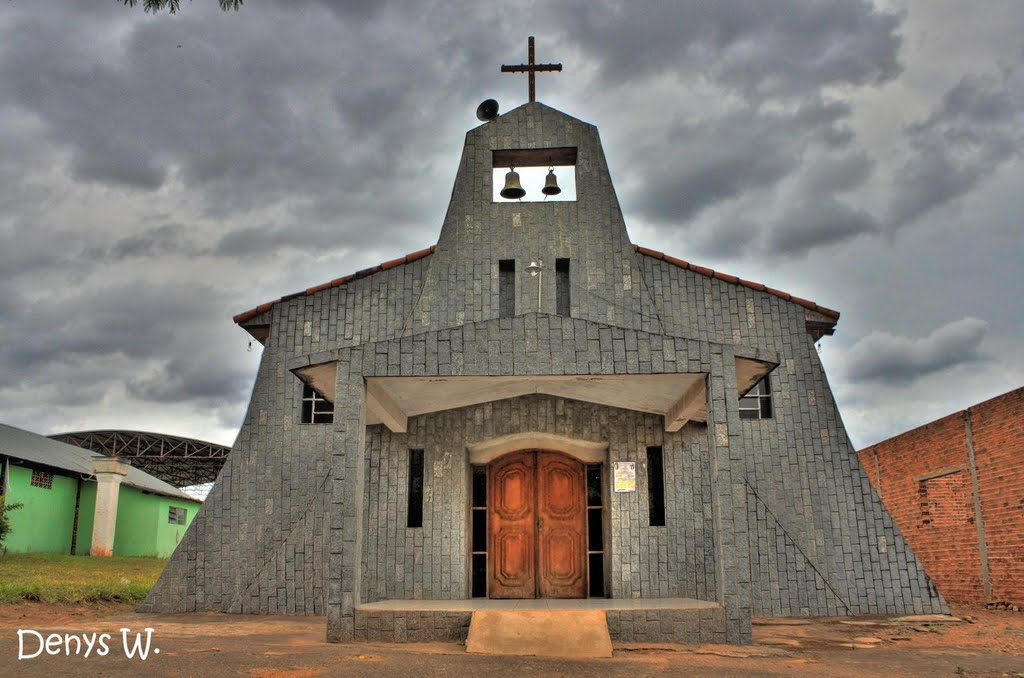
Igreja.

O Cristianismo se faz presente no distrito da seguinte forma:

### Igreja Católica
- A igreja faz parte da Diocese de Lins[23].

### Igrejas Evangélicas
- Igreja Presbiteriana Independente do Brasil (1905) - IPI DE GUARICANGA - Rua José Inácio Carneiro 180.   A comunidade religiosa começou em 1892, quando Joaquim Antônio de Oliveira e moradores da Cachoeirinha de Avaré criaram o ponto de pregação numa acanhada casa de madeira. A chegada ao distrito do reverendo J.B. Homell, possibilitou que o local tivesse o primeiro pastor. A recém criada a Congregação que ficou subordinada a Igreja Presbiteriana de Ribeirão Claro (atual Iacanga). Os registros da formação do templo são do final do século 19 e a data oficial da organização da igreja é 17 de maio de 1905 quando foi doado o terreno para construção do templo. Teve muita importância a participação do reverendo Caetano Nogueira Junior, o Caetaninho, tataraneto Sérgio Tibiriçá.
- Assembleia de Deus - O distrito possui uma congregação da Assembleia de Deus Ministério do Belém, vinculada ao Campo de Bauru. Por essa igreja, através de um início simples, mas sob a benção de Deus, a mensagem pentecostal chegou ao Brasil. Esta mensagem originada nos céus alcançou milhares de pessoas em todo o país, fazendo da Assembleia de Deus a maior igreja evangélica do Brasil[24][25].
- Congregação Cristã no Brasil[26].